# Eva Ceja

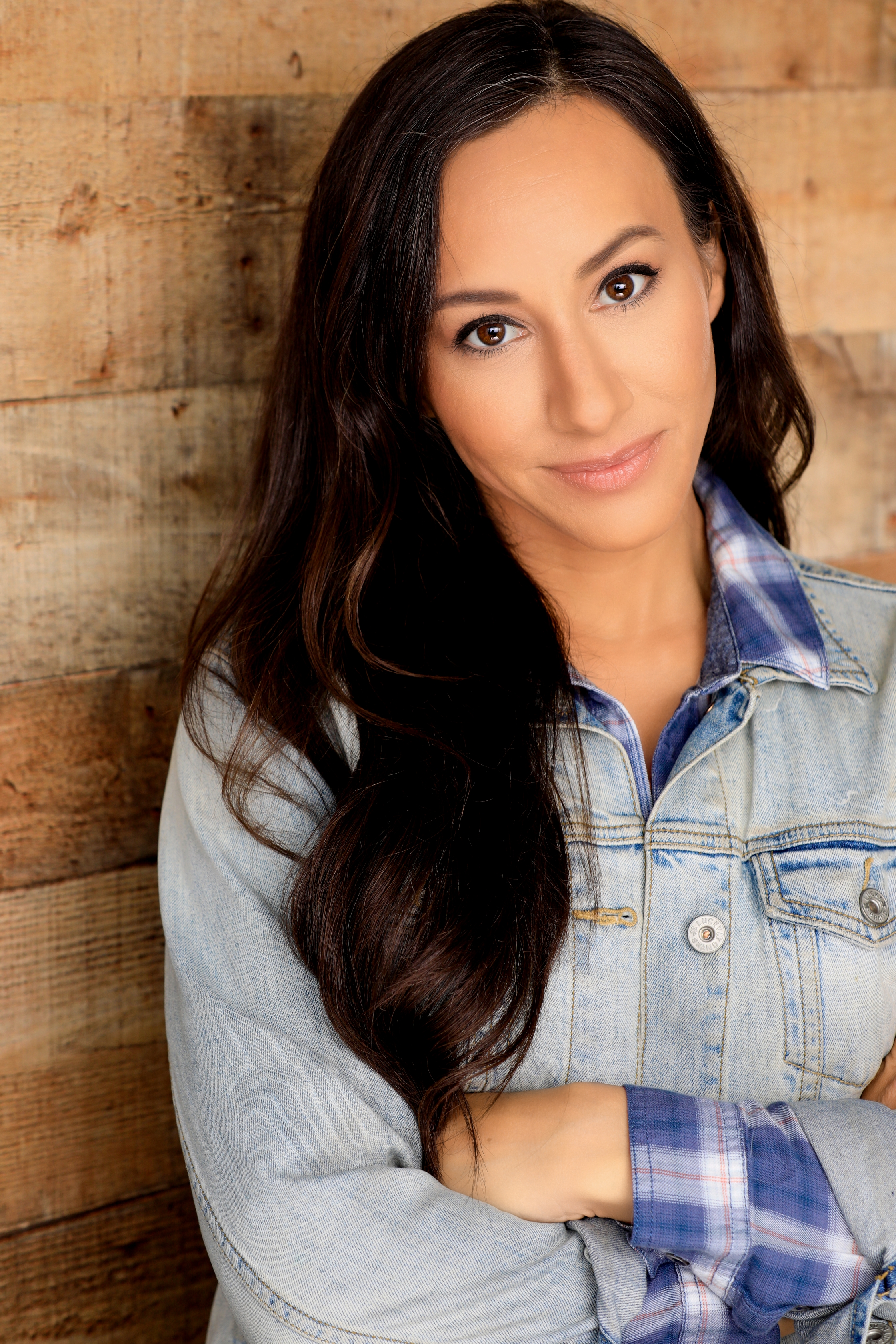
Eva Ceja (2021)

Eva Ceja (* 23. Dezember 1983 in Seattle, King County, Washington) ist eine US-amerikanische Schauspielerin indigenisch-mexikanischer Abstammung.

## Leben
Ceja machte von 2001 bis 2004 ihren Bachelor of Arts an der Eastern Oregon University in den Fächern Theater und Englisch. Sie studierte eine Zeit lang im Rahmen eines Foundation-Programms an der Royal Academy of Dramatic Art in London.
Eine erste Filmrolle erhielt Ceja 2004 in Owenstory. Nach Besetzungen als Episodendarstellerin in verschiedenen Fernsehserien und Rollen in Kurzfilmen, spielte sie 2015 in drei Episoden der Fernsehserie Barfly mit. Eine Nebenrolle erhielt sie 2017 in Newness. 2018 wirkte sie im Musikvideo des Liedes The Storm der Sängerin Kristine Rommel mit. Seit demselben Jahr ist sie als Filmproduzentin beim Filmstudio The Asylum tätig. Sie übernahm außerdem Filmrollen in The-Asylum-Produktionen wie 2021 in Aquarium of the Dead in der Rolle der Miranda Riley oder 2022 in 4 Horsemen: Apocalypse – Das Ende ist gekommen als Dakota Lenna. Außerdem spielte sie im Jahr 2022 erschienenen Mockbuster Thor: God of Thunder mit.

## Filmografie (Auswahl)

### Schauspiel
- 2004: Owenstory
- 2011: Wooden Steel Comedy (Fernsehserie)
- 2011: Within: Terror Resides...
- 2011: In a Room (Kurzfilm)
- 2013: Golden California (Fernsehserie, Episode 1x03)
- 2013: Promised (Kurzfilm)
- 2013: Boots (Fernsehfilm)
- 2013: Broken Knuckles (Kurzfilm)
- 2013: Hello Ladies (Fernsehserie, Episode 1x03)
- 2013: An Empty Lot (Kurzfilm)
- 2013: 24 After (Kurzfilm)
- 2014: Fatales Vertrauen – Dem Mörder so nah (Unusual Suspects, Fernsehdokuserie, Episode 6x11)
- 2014: Breakfast Buddies (Fernsehserie, Episode 1x07)
- 2014: Aftermath
- 2015: Gunny (Fernsehserie)
- 2015: Mein peinlicher Sex-Unfall (Sex Sent Me to the ER, Fernsehdokuserie, Episode 3x13)
- 2015: Barfly (Fernsehserie, 3 Episoden)
- 2015: Stick to the Weather (Kurzfilm)
- 2015: Prom (Kurzfilm)
- 2015: God's Plan (Kurzfilm)
- 2015: The Couch Chronicles (Miniserie, Episode 1x02)
- 2015: Happy (Kurzfilm)
- 2015: Geek Haven (Fernsehserie, Episode 1x01)
- 2016: The Opening Seat (Kurzfilm)
- 2016: One Year (Kurzfilm)
- 2016: Group Date Disaster (Kurzfilm)
- 2016: Last Man Standing (Fernsehserie, Episode 5x20)
- 2016: Double Reveal (Kurzfilm)
- 2016: Warrior of Eclipse (Kurzfilm)
- 2016: Birth of a Nation and Chill (Kurzfilm)
- 2016: The Refusal Scene (Kurzfilm)
- 2016: Sportz Night (Fernsehserie, Episode 1x07)
- 2016: The Last Goodbye (Kurzfilm)
- 2016: The Exemption (Kurzfilm)
- 2016: Monumental
- 2016: Crash (Kurzfilm)
- 2016: Best Thanksgiving Ever
- 2016: Crazy Ex-Girlfriend (Fernsehserie, Episode 2x06)
- 2017: Newness
- 2017: The Lurking Man
- 2017: He's Got Baggage (Kurzfilm)
- 2017: Visage
- 2018: Not For Nothin' (Fernsehserie, 4 Episoden)
- 2018: The Source (Kurzfilm)
- 2018: Warrior Spirit (Kurzfilm)
- 2018: S.W.A.T. (Fernsehserie, Episode 2x05)
- 2018: Midnight to One (Kurzfilm)
- 2019: Let the Dead Bury the Dead (Kurzfilm)
- 2019: Nation's Fire
- 2019: Shorts in A Bunch: Summer Breakout
- 2020: West to Midwest (Kurzfilm)
- 2020: Zoommates (Fernsehserie)
- 2020: The Amityville Harvest
- 2020: Last Chance (Fernsehserie, 4 Episoden)
- 2021: Aquarium of the Dead
- 2021: If Superheroes Were Real (Fernsehserie, 2 Episoden)
- 2021: iCarly (Fernsehserie, Episode 1x05)
- 2022: Moon Crash
- 2022: Titanic 666
- 2022: 4 Horsemen: Apocalypse – Das Ende ist gekommen (4 Horsemen: Apocalypse)
- 2022: The Wedding Pact 2: The Baby Pact
- 2022: Thor: God of Thunder
- 2022: Last Chance
- 2023: Blossom
- 2023: Doomsday Meteor

### Produktion
- 2016: Third Timothy (Kurzfilm)
- 2017: Echoes (Kurzfilm)
- 2018: Warrior Spirit (Kurzfilm)
- 2021: Megaboa
- 2022: Moon Crash
- 2022: Titanic 666
- 2022: 4 Horsemen: Apocalypse – Das Ende ist gekommen (4 Horsemen: Apocalypse)
- 2022: Thor: God of Thunder